# Limnophila (Limnophila) obscuripennis
Limnophila (Limnophila) obscuripennis is een tweevleugelige uit de familie steltmuggen (Limoniidae). De soort komt voor in het Australaziatisch gebied.